# Benoît Daeninck
Benoît Daeninck (Provins, Sena i Marne, 27 de desembre del 1981) és un ciclista francès que a disputat la major part de la seva carrera en equips amateur. De 2010 a 2011 va militar al Roubaix Lille Métropole. Combina la carretera amb el ciclisme en pista on ha obtingut diferents títols nacionals.

## Palmarès en ruta
- 2005
  - 1r al Circuit des plages vendéennes
- 2006
  - 1r a la París-Rouen
  - 1r al Tour d'Eure i Loir
  - 1r al Gran Premi dels Marbrers
- 2007
  - 1r al Gran Premi de Lillers-Souvenir Bruno Comini
  - Vencedor de 2 etapes al Tour de Guadalupe
  - Vencedor d'una etapa al Tour de la Manche
  - Vencedor d'una etapa a la Ronda de l'Oise
- 2009
  - 1r a la París-Chauny
  - 1r al Tour del Périgord
  - 1r al Gran Premi de Gommegnies
  - 1r al Tour del Pays du Roumois
  - Vencedor d'una etapa al Tour de Normandia
  - Vencedor d'una etapa al Circuit de les Ardenes
  - Vencedor d'una etapa als Boucles de la Mayenne
  - Vencedor d'una etapa als Tres dies de Cherbourg
- 2010
  - 1r al Gran Premi de Lillers-Souvenir Bruno Comini
  - Vencedor d'una etapa al Tour de Bretanya
- 2012
  - 1r a la Ronda pévéloise
  - 1r al París-Arràs Tour i vencedor d'una etapa
  - 1r al Gran Premi de Luneray
  - 1r al Tour del Pays du Roumois
  - Vencedor d'una etapa al Circuit des plages vendéennes
- 2013
  - 1r a la París-Chauny
  - 1r a la Ronda pévéloise
  - 1r al Gran Premi dels Marbrers
  - 1r al Gran Premi de Lillers-Souvenir Bruno Comini
  - 1r al Gran Premi Cristal Energie
  - 1r a La Gislard
  - 1r al Gran Premi de Saint-Souplet
  - 1r a la Clàssica Champagne-Ardenne
  - 1r a la París-Chalette-Vierzon
  - Vencedor d'una etapa al Gran Premi dels Hauts-de-France
- 2014
  - 1r a la Ronda pévéloise
  - Vencedor d'una etapa al Tour de la Manche
- 2015
  - 1r al Tour de Côte-d'Or i vencedor d'una etapa
  - 1r al Gran Premi de Boussières-sur-Sambre
- 2016
  - 1r al Gran Premi de Saint-Souplet

## Palmarès en pista
- 2007
  -  Campió de França en puntuació
- 2010
  -  Campió de França en madison (amb Damien Gaudin)
  -  Campió de França en persecució per equips
- 2011
  -  Campió de França en puntuació
  -  Campió de França en persecució per equips
  -  Campió de França en mig fons
- 2012
  -  Campió de França en puntuació
  -  Campió de França en mig fons
- 2013
  -  Campió de França en mig fons
- 2014
  -  Campió de França en madison (amb Marc Fournier)
- 2016
  -  Campió de França en persecució per equips